# Flaviano I de Antioquía
Flaviano I de Antioquía fue patriarca de Antioquía entre 381-404, año de su muerte. Flaviano es venerado tanto en la Iglesia Católica como en la Ortodoxa como un santo.

## Vida y obras
Flaviano nació alrededor de 320, probablemente en Antioquía del Orontes. Heredó una gran fortuna de sus padres, pero resolvió entregar su riqueza y sus talentos al servicio de la Iglesia. En asociación con Diodoro de Tarso, que vendría a ser obispo de Tarso, apoyó la fe cristiana ortodoxa contra el herético arriano Leoncio, el obispo de Antioquía. Los dos amigos reunían sus seguidores fuera de los muros de la ciudad para los servicios religiosos (en consonancia con Teodoreto de Ciro) y fue en estos encuentros cuando la práctica de la esquina antifonal fue por primera vez introducido en los servicios de la Iglesia.
Cuando Melecio de Antioquía fue designado obispo de Antioquía en 361, él ordenó a Flaviano sacerdote y, cuando Melecio murió, en 381, Flaviano fue escogido para sucederlo. El cisma meleciano, que había dividido a la Iglesia de Antioquía, estaba, sin embargo, lejos de ser resuelto. El Papa y el patriarca de Alejandría rechazaron aceptar a Flaviano, prefiriendo a Paulino de Antioquía, que había sido elegido por los nicenos más extremistas, los eustatianos, en oposición al sector de Melecio, que continuaba ejerciendo autoridad sobre una porción significativa de la Iglesia local.
Con la muerte de Paulino en 383, Evagrio fue escogido como su sucesor. Después de la muerte de Evagrio (ca. 393), Flaviano consiguió impedir la elección de un sucesor eustatiano, aunque ellos continuaran a realizar servicios en separado. Por la intervención de Juan Crisóstomo, luego después de su propia elevación a la patriarca de Constantinopla en 398, y la influencia del emperador Teodosio I, Flaviano fue reconocido en 399 como el único y legítimo obispo de Antioquía.
Pese a ello, el cisma meleciano o eustatiano no fue de hecho resuelto hasta 415, bajo el episcopado de Alejandro I de Antioquía.